# Heiligste Dreifaltigkeit (Garliava)

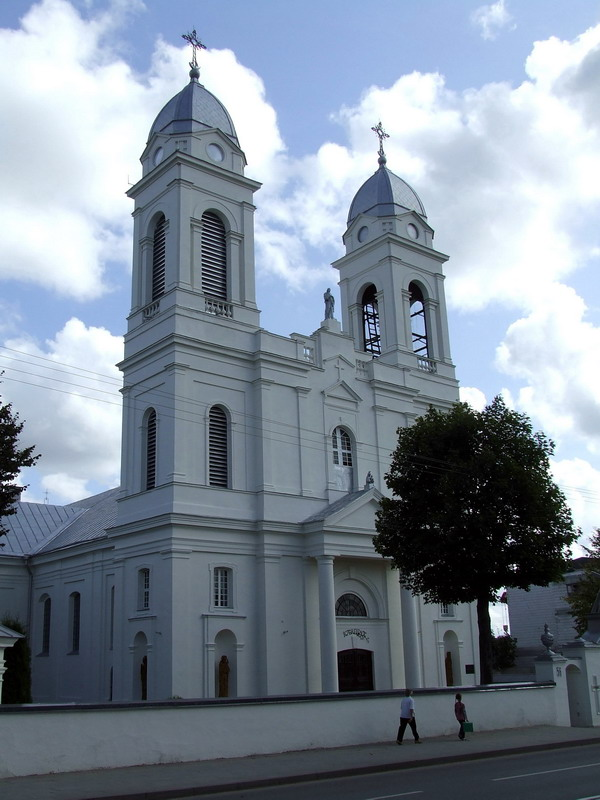
Kirche

Die Hl.-Dreifaltigkeits-Kirche Garliava (lit. Garliavos Švč. Trejybės bažnyčia) ist eine katholische klassizistische Kirche. Sie befindet sich in Garliava, Rajongemeinde Kaunas, Litauen an der Landstraße Kaunas-Marijampolė.

## Geschichte
Um 1797 wurde eine Kirche in Jonučiai (2 km nordwestlich von Garliava) gebaut und eine Pfarrgemeinde gegründet. Dort gab es Friedhof der Gemeinde Jonučiai. Juozas Godlevskis, Landesherr von Aukštoji Freda, baute 1809 die heutige Mauerkirche auf seinem Landboden. 1823 weihte Čiževskis, Bischof von Seinai, die Kirche. 
Nach 1882 wurde die Kirche auf Initiative von Pfarrer Petras Buzdeika erweitert. Dabei wurden zwei Kapellen angemauert. 1905 errichtete man die Gemeindebibliothek und 1907 die „Žiburio“-Mädchenschule. 